# Château de Chilly-Mazarin
Le château de Chilly-Mazarin est un château français situé dans la commune de Chilly-Mazarin, en pays Hurepoix, dans le département de l'Essonne et la région Île-de-France, à dix-sept kilomètres au sud-ouest de Paris.

## Situation
| \| Localisation du château de Chilly-Mazarin dans l'Essonne. · Château de Chilly-Mazarin \| Localisation du château de Chilly-Mazarin dans l'Essonne. |
| Localisation du château de Chilly-Mazarin dans l'Essonne. · Château de Chilly-Mazarin                                                                 |

Le château de Chilly-Mazarin est situé dans le centre-ville ancien de la commune, sur la rive gauche et le versant nord de la vallée de l'Yvette sur l'actuelle place de l'hôtel de ville.

## Histoire

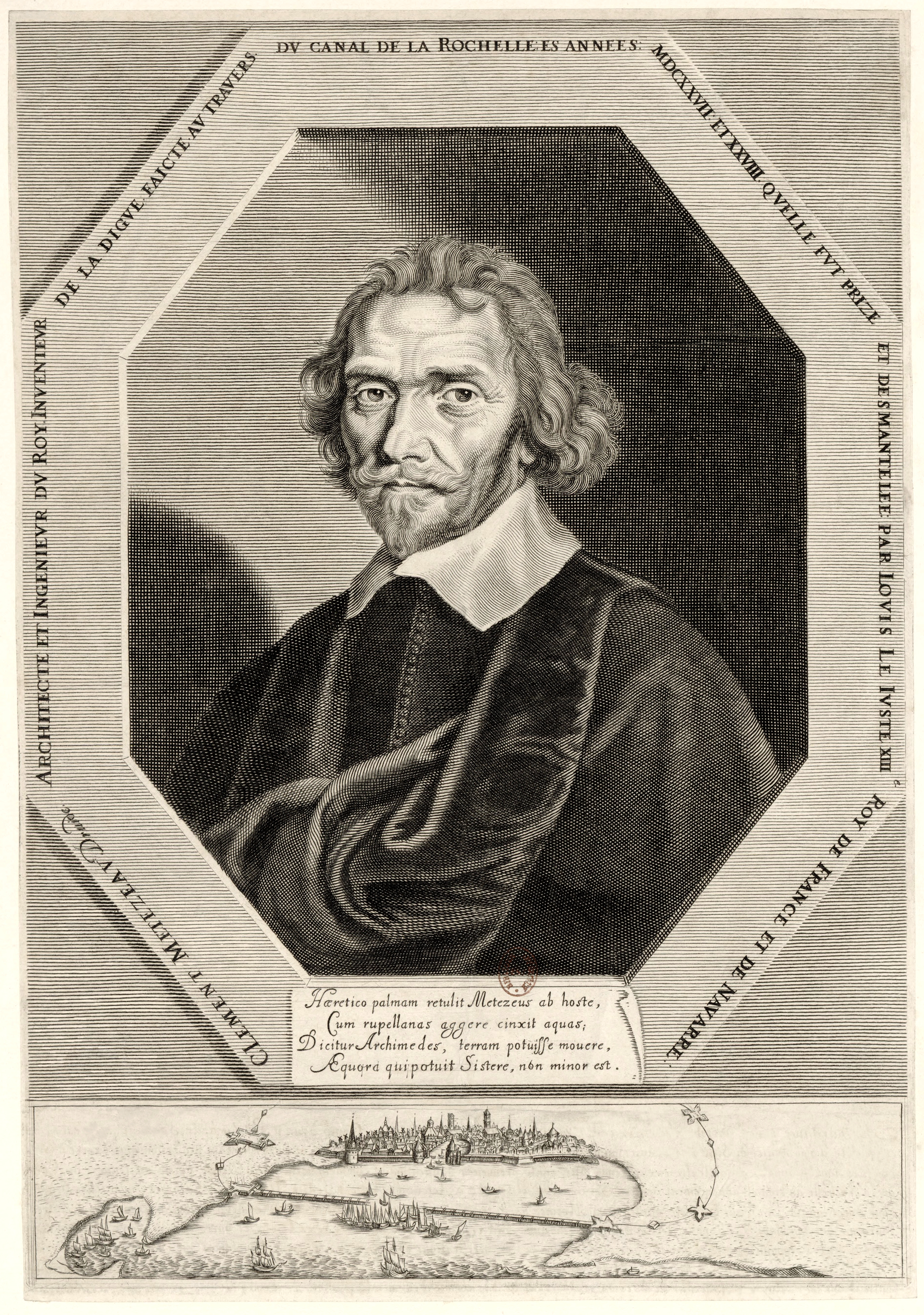
Clément Métezeau

Un premier château fut construit par les comtes de Dreux au XIIIe siècle. Au XVIIe siècle, Antoine Coëffier de Ruzé d'Effiat, seigneur du lieu réaménagea l'ensemble entre 1627 et 1632 par Métezeau et dota le château d'un jardin à la française avec un canal des douves et des pièces d'eau.
En 1804, Louise d'Aumont vendit le château à l'homme d'affaires Louis Joseph Lecocq qui en fit détruire deux ailes. En 1822, il revendit le domaine en deux lots distincts. Le bâtiment principal fut acheté par Louis Isidore Jardin qui rasa le tout pour reconstruire une demeure bourgeoise de style néoclassique, puis il fut remanié en 1903. Le 10 mai 1926, le pavillon du regard fut inscrit aux monuments historiques, puis le 29 mars 1929, les douves, le pont et le pavillon d'entrée furent à leur tour inscrits. En 1971, l'ensemble fut racheté par la municipalité pour y installer l'hôtel de ville.

## Architecture
Le château actuel est construit sur un terre-plein engazonné encadré par des douves en eau franchies par un pont à trois arches supportant un portail monumental. Le côté nord de la cour est fermée par les communs composé de deux pavillons carrés à deux étages surmontés d'un toit en ardoise à quatre pans, reliés par un immeuble à toit mansardé. Le bâtiment principal est construit en pierre de taille, un corps principal est encadré par deux pavillons symétriques en retrait de la façade, le tout est élevé sur quatre niveaux, le dernier mansardé. Trois baies sont percées à chaque niveau du corps principal et une sur chaque collatéraux, deux œils-de-bœuf surplombent les fenêtres latérales au niveau de la toiture faite d'ardoise et de zinc à quatre pans. Le parc du château est encore aujourd'hui composé d'un canal au sud et décoré d'une folie servant de regard pour l'aqueduc amenant les eaux des pièces d'eau.

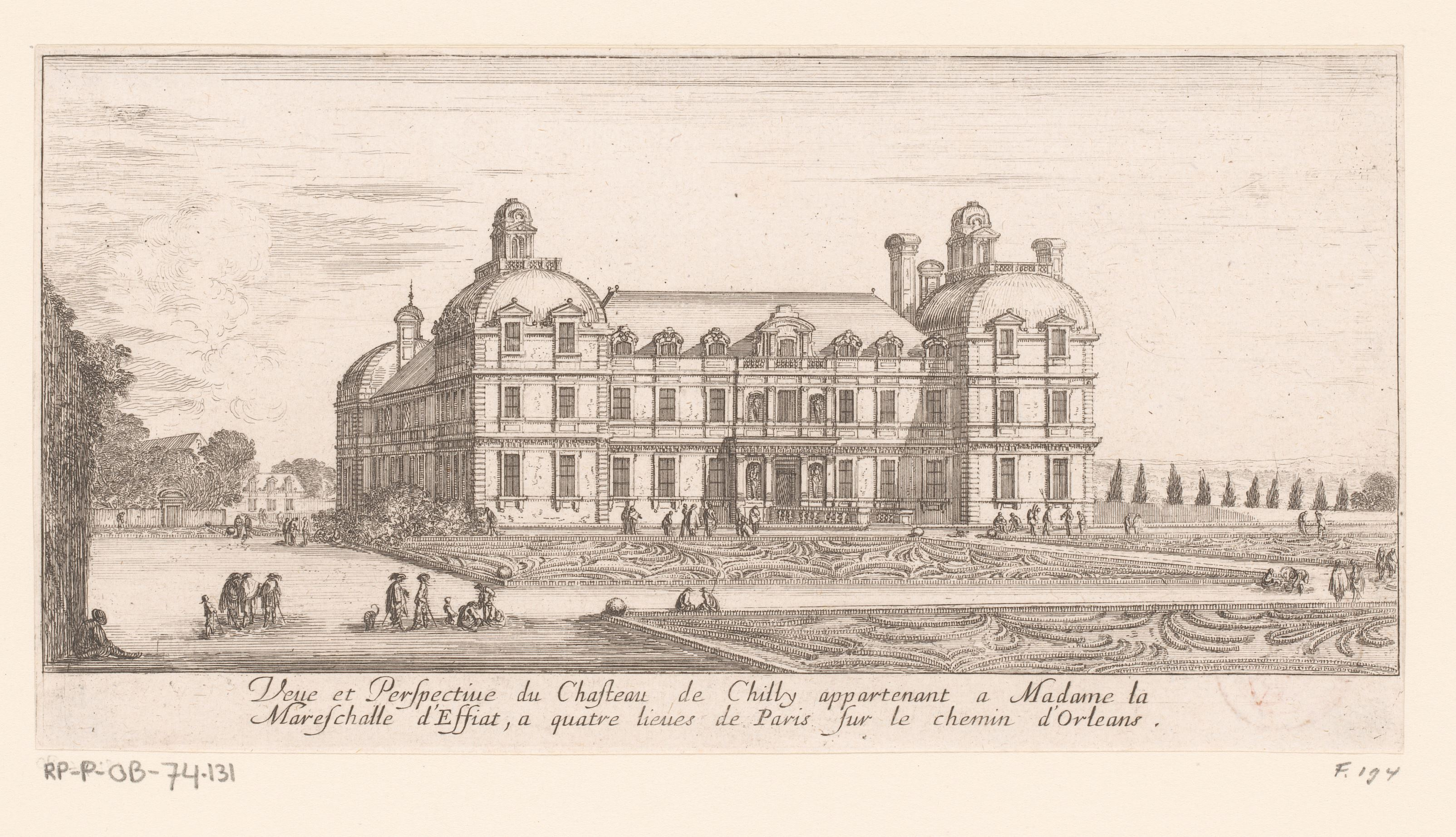
Gravure du Château de Chilly, XVIIe siècle
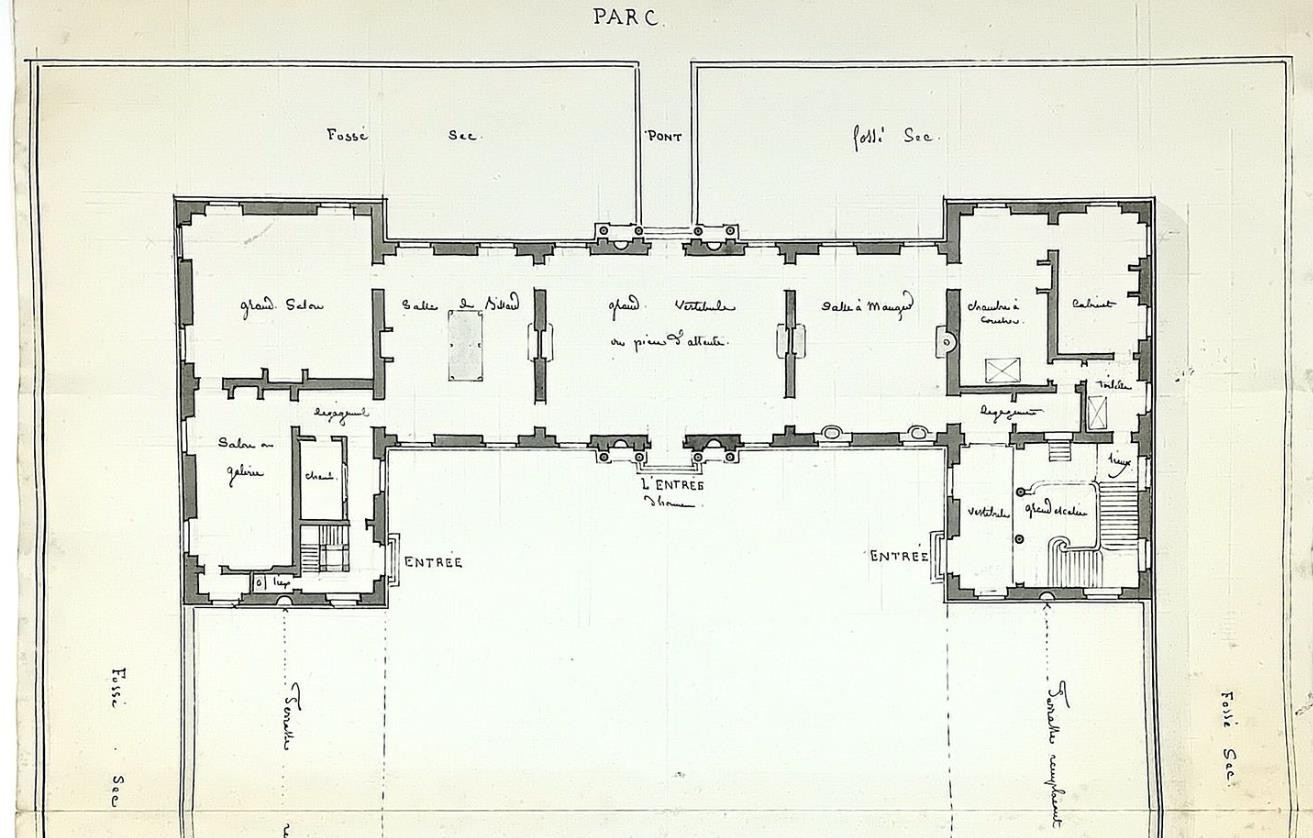
Plan inédit du rez-de-chaussée du château de Chilly-Mazarin en 1813.
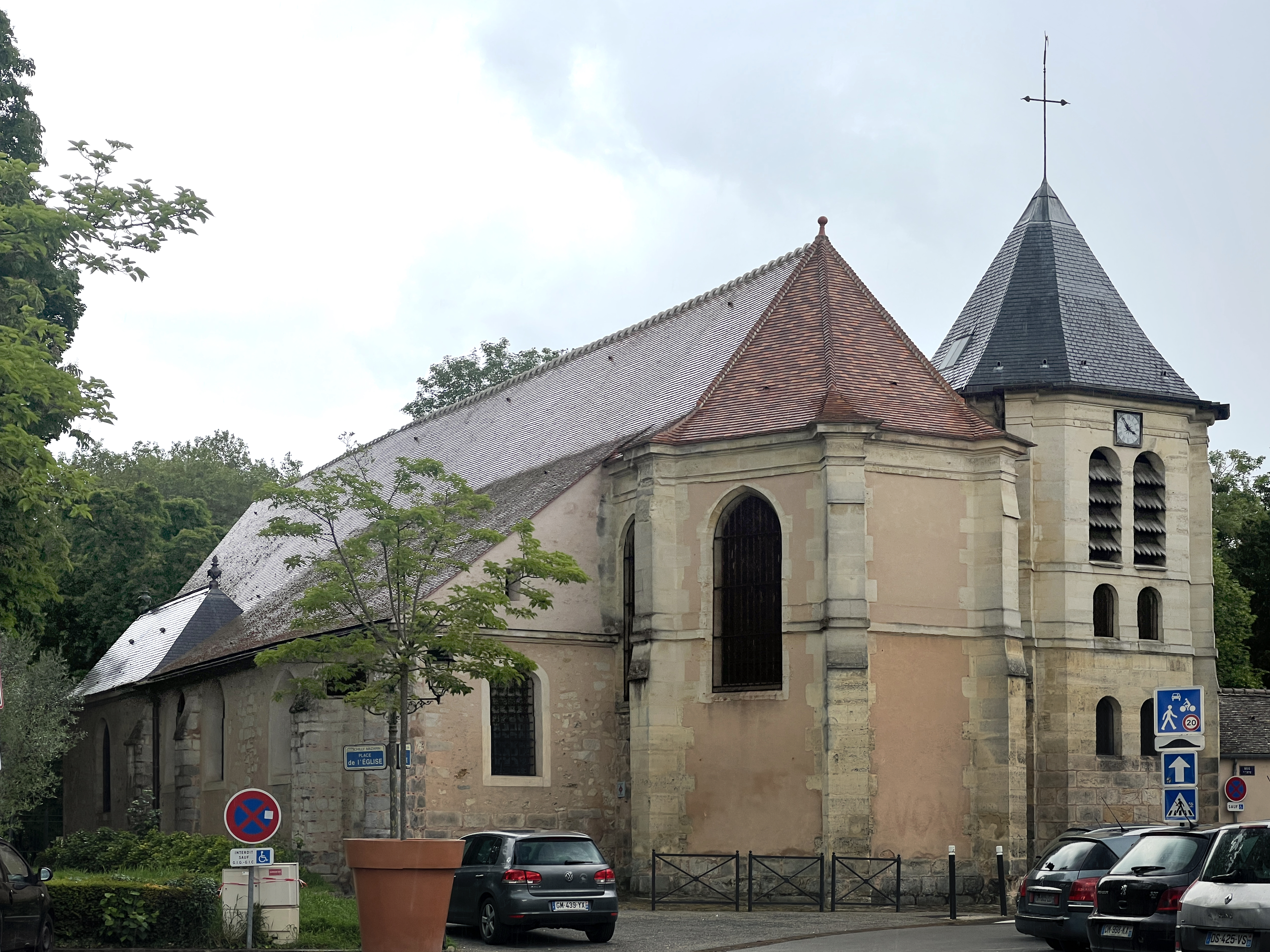
Église Saint-Étienne, Chilly-Mazarin, voisine de l'ancien château.
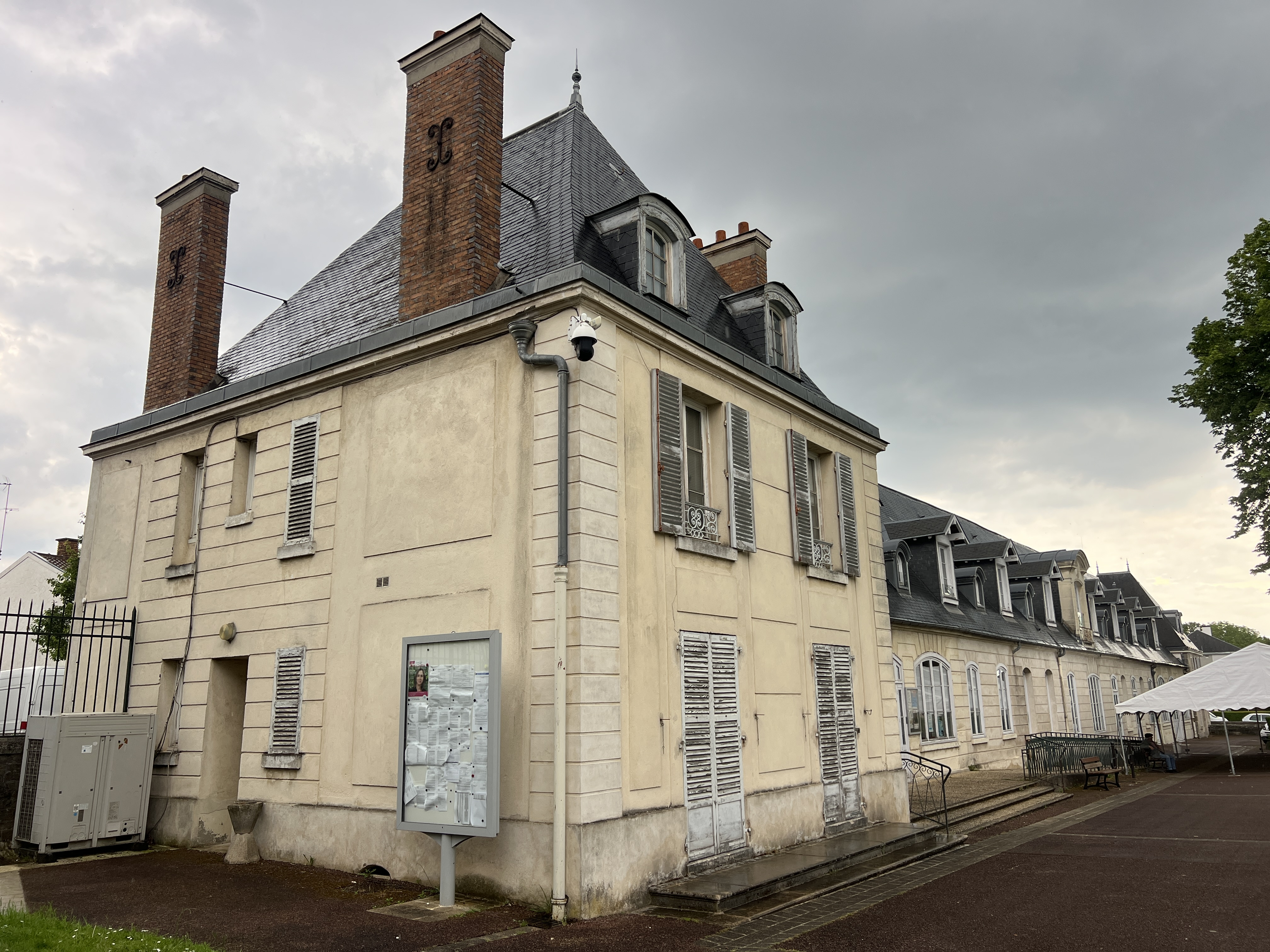
Bâtiment du parc de l'Hôtel de Ville, Chilly-Mazarin.
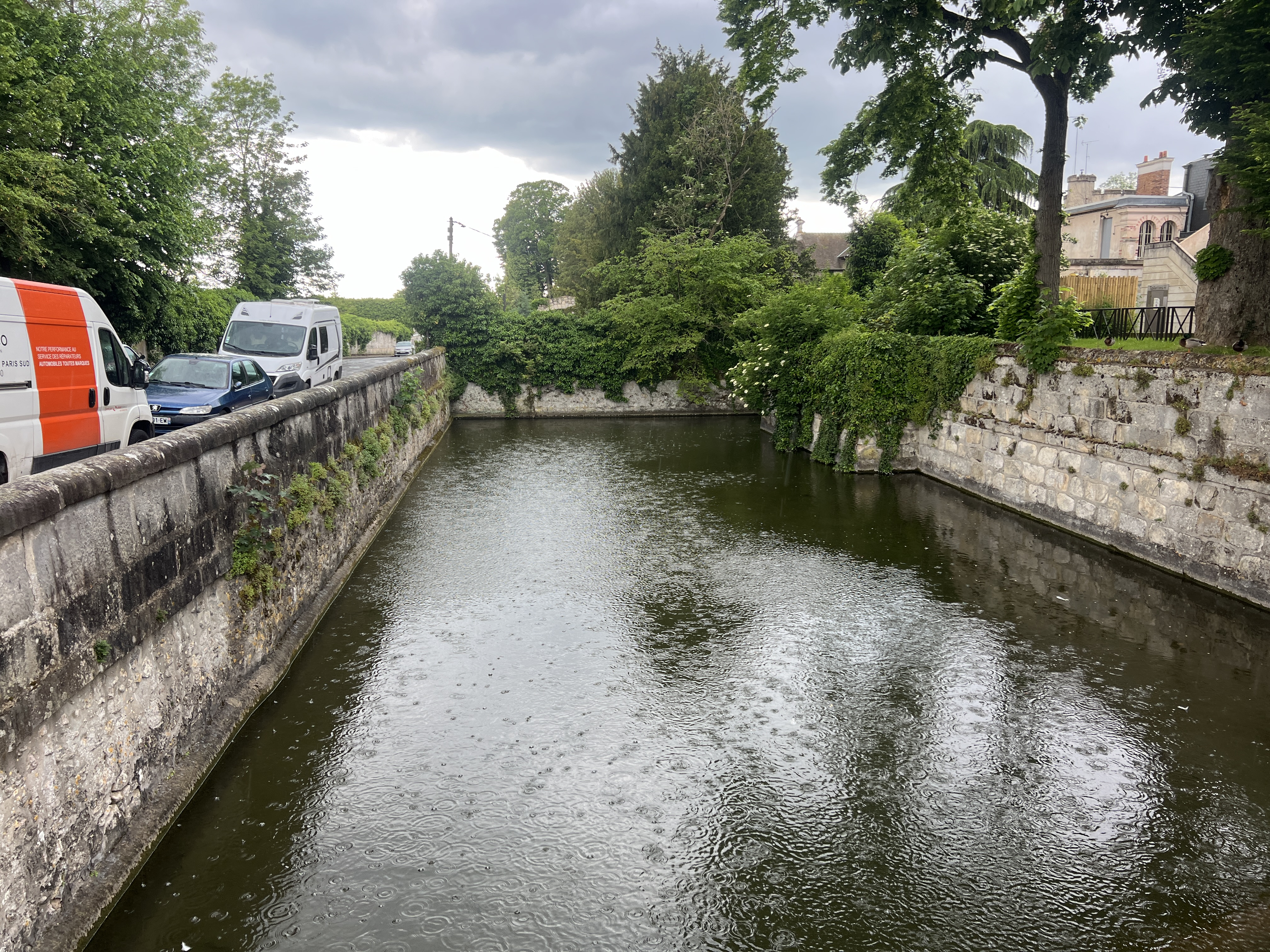
Douves de l'ancien château de Chilly-Mazarin.

## Galerie

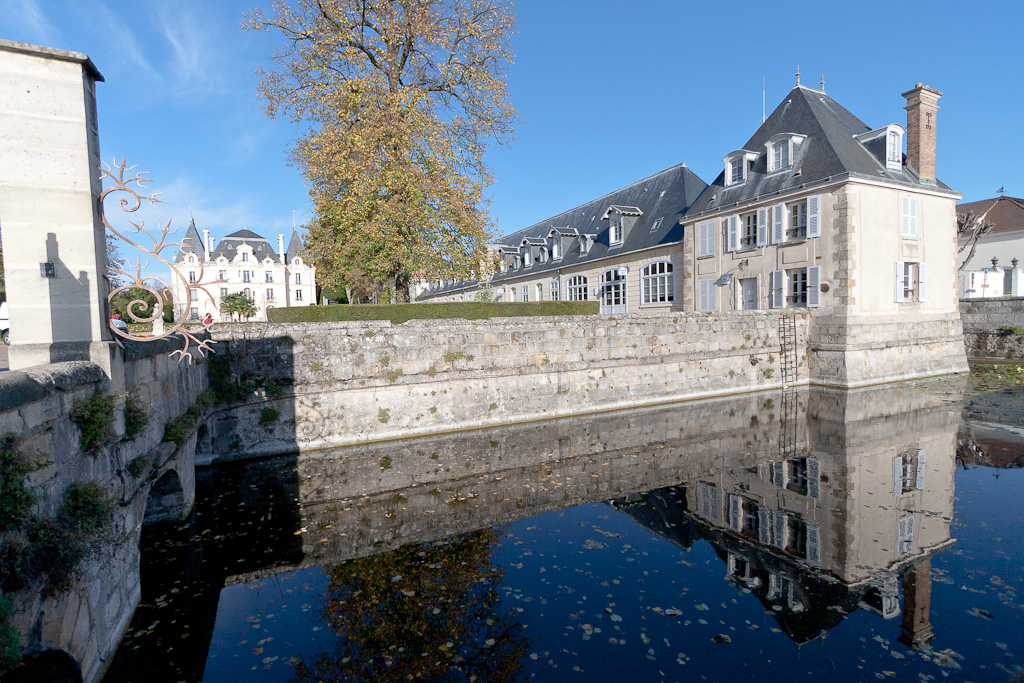
Château de Chilly-Mazarin, vue des douves et du pavillon, depuis l'entrée.
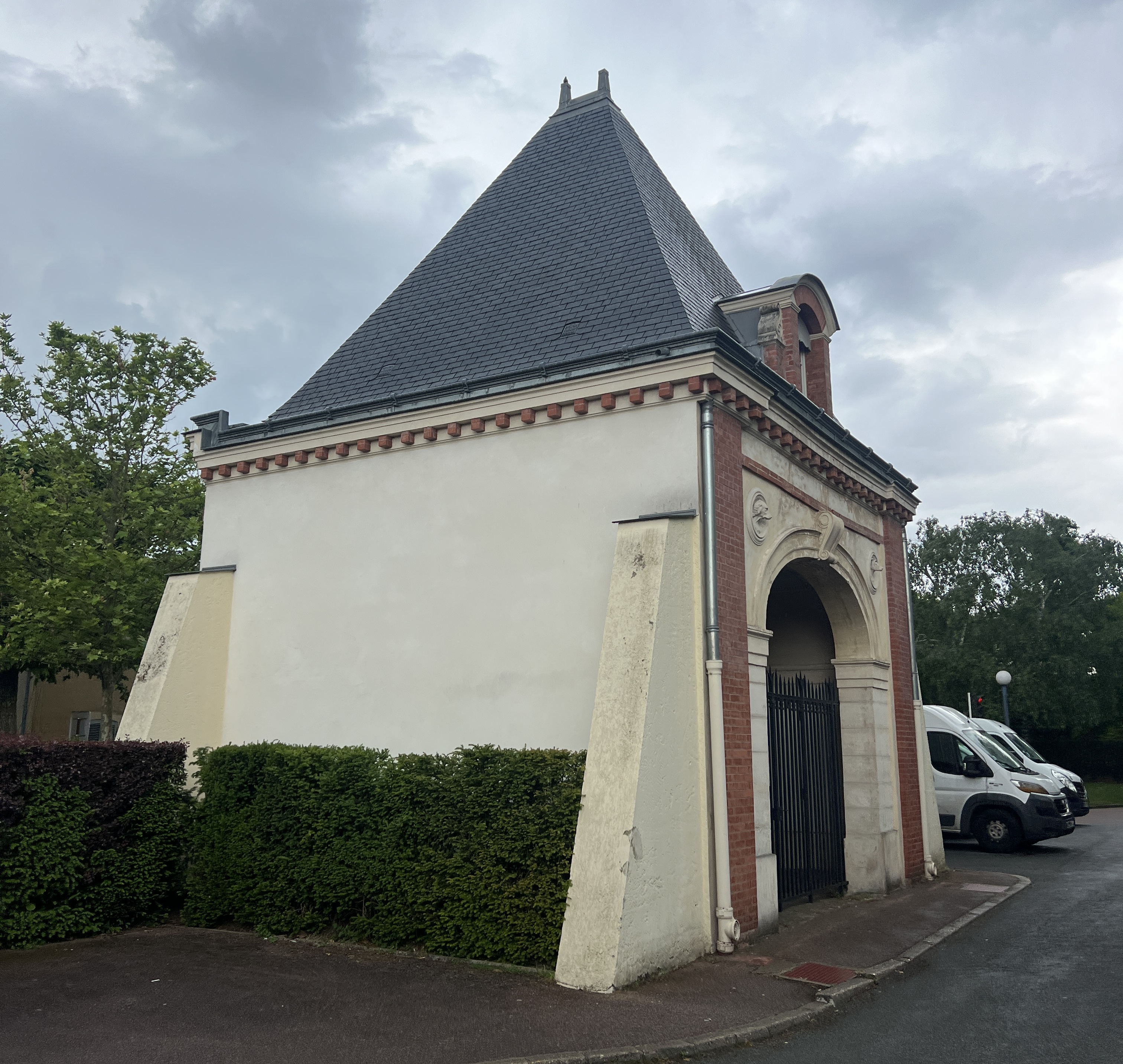
Ancien pavillon d'entrée du Domaine Bel Abord, Chilly-Mazarin.
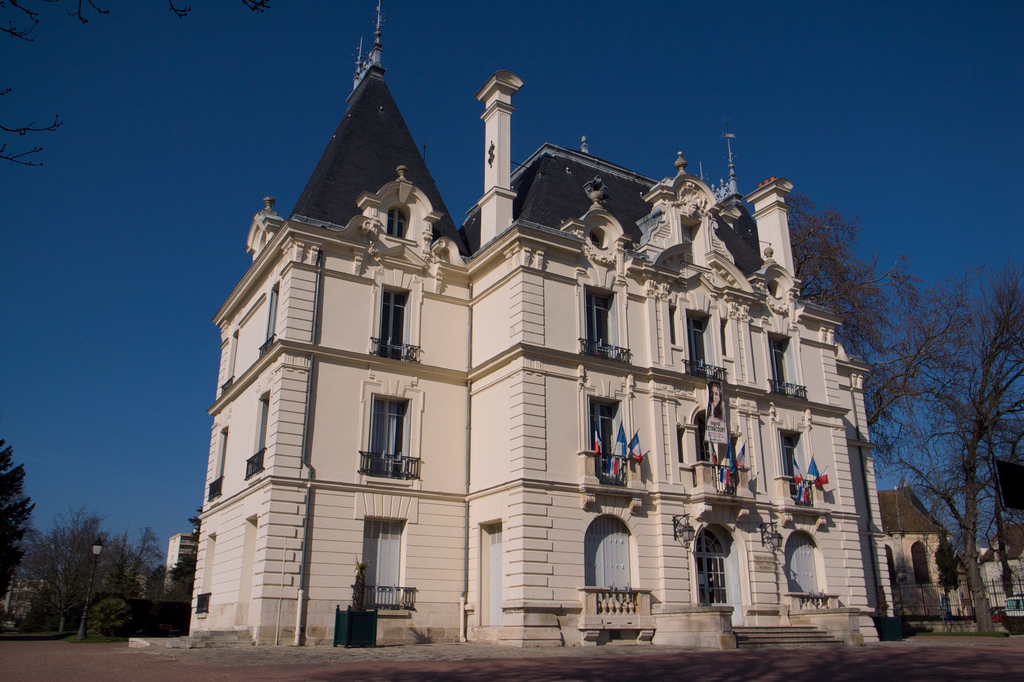
La façade orientale de l'hôtel de ville
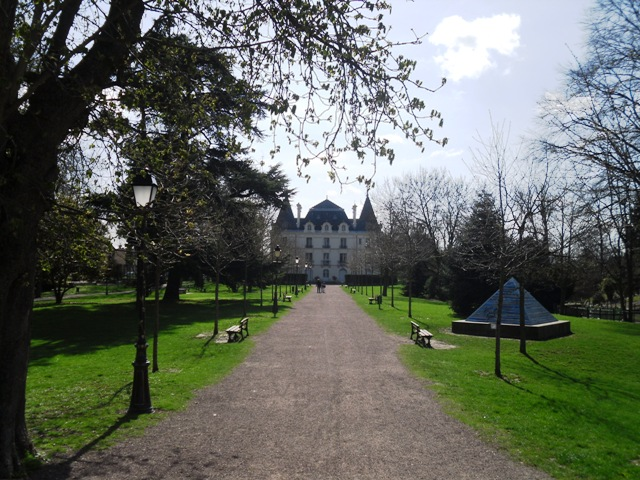
La façade occidentale et l'allée principale du parc.
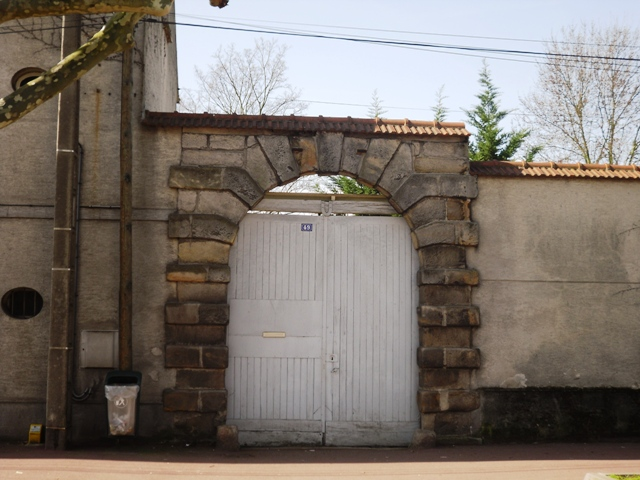
Le porche des anciens communs.
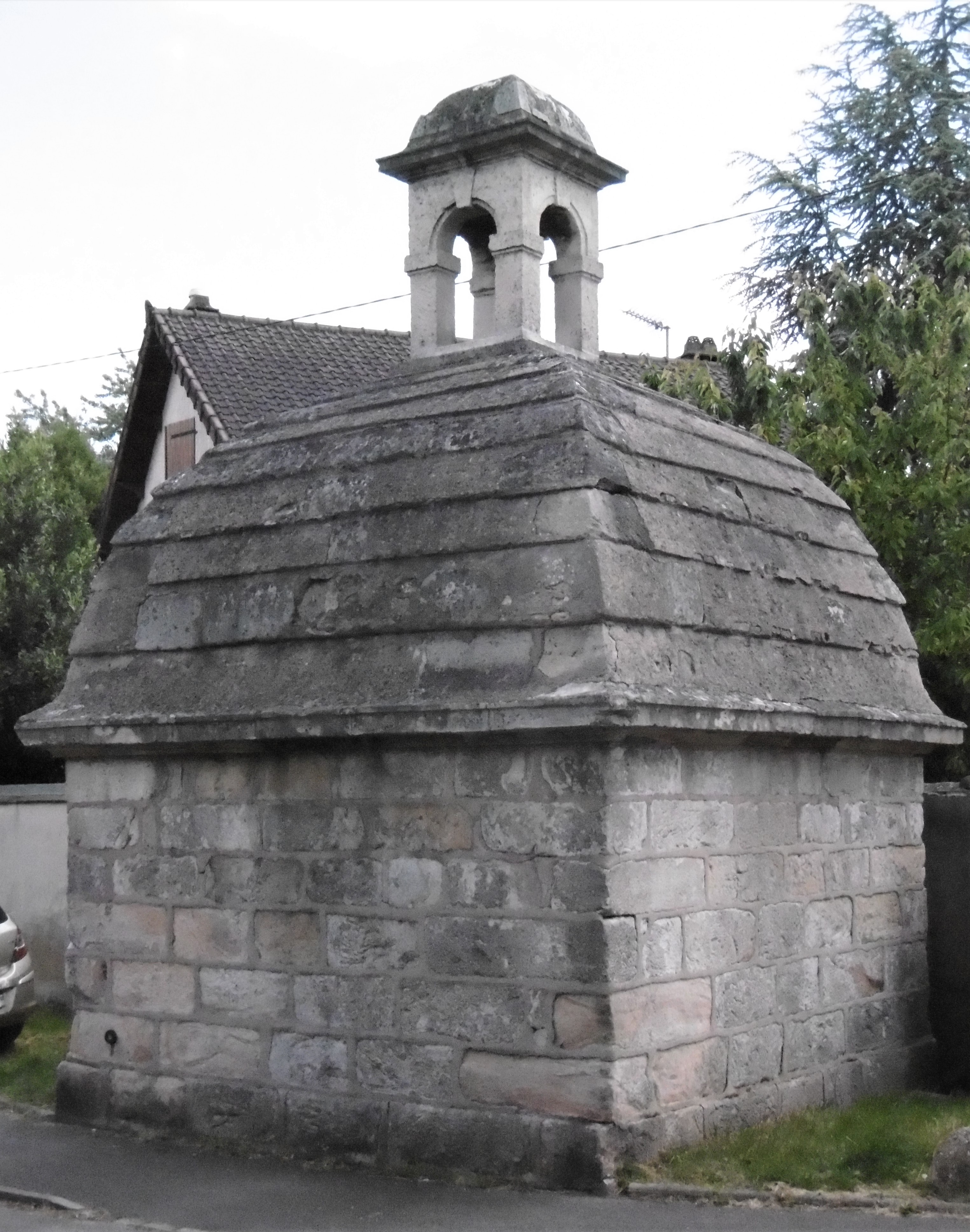
Chilly-Mazarin, regard av. Charles de Gaulle
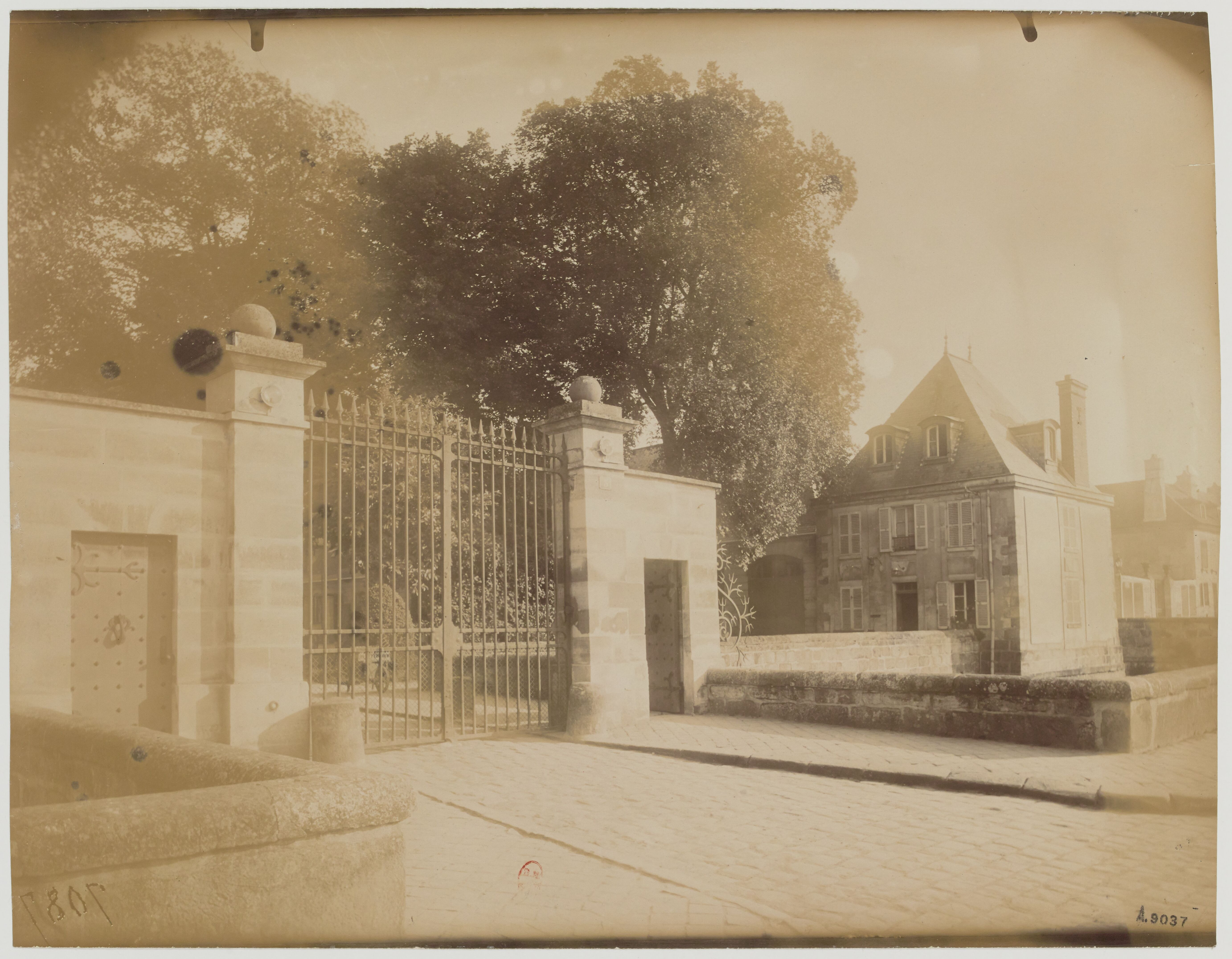
Chily (sic) Mazarin - btv1b10520005w (1 of 2)

## Pour approfondir

## Sources
1. ↑  Présentation du château sur le site officiel de la commune. Consulté le 05/04/2010.
2. ↑  Notice no PA00087857, sur la plateforme ouverte du patrimoine, base Mérimée, ministère français de la Culture. Consulté le 05/04/2010.
3. ↑  Fiche du château de Chilly-Mazarin sur le site topic-topos.com Consulté le 05/04/2010.
4. ↑  Fiche des douves du château de Chilly sur le site topic-topos.com Consulté le 05/04/2010.
5. ↑  Fiche du pont du château de Chilly sur le site topic-topos.com Consulté le 05/04/2010.
6. ↑  Fiche des communs du château de Chilly sur le site topic-topos.com Consulté le 05/04/2010.
7. ↑  Fiche du regard de l'aqueduc sur le site topic-topos.com Consulté le 05/04/2010.